# Stelis rubens
Stelis rubens är en orkidéart som beskrevs av Rudolf Schlechter. Stelis rubens ingår i släktet Stelis och familjen orkidéer. Inga underarter finns listade i Catalogue of Life.